# FC La Chaux-de-Fonds
Az FC La Chaux-de-Fonds egy svájci labdarúgóklub, melynek székhelye La Chaux-de-Fonds-ban van. 1894-ben alapították. A Stade Charrière-ben játszanak.

## Sikerek
Swiss Super League
- Bajnok (3): 1953–54, 1954–55, 1963–64

- Ezüstérmes (3): 1904–05, 1916–17, 1955–56

- Bronzérmes (9): 1906–07, 1908–09, 1930–31, 1948–49, 1950–51, 1956–57, 1959–60, 1961–62, 1962–63

Svájci Kupa
- Győztes (6): 1947–48, 1950–51, 1953–54, 1954–55, 1956–57, 1960–61

## Nemzetközi kupaszereplések
| Szezon  | Bajnokság | Forduló   | Ellenfél   | Otthon | Idegenben | Össz. |
| ------- | --------- | --------- | ---------- | ------ | --------- | ----- |
| 1961-62 | KEK       | Selejtező | Leixões SC | 6-2    | 0-5       | 6–7   |

## Híres játékosok
- Lukács István
- André Abegglen
- Charles Antenen
- Ströck Albert